# Душан Јованчић
Душан Јованчић (Београд, 19. октобра 1990) српски је фудбалер, који тренутно наступа за казахстанску Астану. Висок је 186 центиметара и игра у везном реду.

## Каријера

### Почеци
Душан Јованчић рођен је 19. октобра 1990. године у Београду, а одрастао је на Црвеном Крсту. Фудбалом је почео да се бави недалеко одатле, те је са седам година кренуо да тренира у школи Обилића. Током стасавања у том клубу, Јованчић је био капитен свих млађих селекција, али је по његовом навршетку омладинског стажа клуб испао у аматерски степен такмичења, те је из матичне екипе отишао као слободан играч. Своју сениорску каријеру започео је у Београдској зони, приступивши саставу Славије, који је своје утакмице одигравао у Макишу. Ту се задржао до краја календарске 2009, док је на пролеће наредне године прослеђен Шумадији из Јагњила. До краја сезоне 2009/10, Јованчић је уписао укупно пет наступа у Српској лиги Београда. Током периода у Шумадији, Јованчић је претрпео повреду, због које је неко време одсуствовао са терена, али се касније вратио у састав, где је потом био један од носилаца игре те екипе. Наредне сезоне одиграо је 22 утакмице и постигао један гол. После тога је прешао у Земун, са којим се такође надметао у београдској групи Српске лиге, те је на 23 сусрета постигао шест голова, док је три пута бивао проглашен најзапаженијим појединцем на терену током такмичарске 2011/12. Поред клупских такмичења, Јованчић је током пролећног дела сезоне добио позив у аматерску селекцију Београда.

### Борац Чачак
Након запажених игара у нижелигашком фудбалу, Јованчић је добио позив тадашњег директора чачанског Борца, Слободана Илића, да се прикључи том клубу. У савезном рангу дебитовао је на отварању такмичарске 2012/13. у Првој лиги Србије, када је у игру ушао уместо Миланка Рашковића током сусрета са екипом Металца из Горњег Милановца. У следећем колу, против Слоге у Краљеву, Јованчић није улазио у игру, те је на наредних неколико утакмица најчешће имао улогу резервисте. У стартној постави екипе по први пут се нашао на сусрету шеснаестине финала Купа Србије, када је Борац био бољи од екипе Колубаре након једанаестераца. Јованчић је био један од стрелаца у пенал серији, те је његов тим укупним резултатом 5:4 остварио пласман у наредну фазу тог такмичења. Неколико дана касније, Јованчић је одиграо свих 90 минута у минималној победи над Вождовцем у оквиру 8. кола Прве лиге, што је поновио и на гостовању Инђији, следеће такмичарске недеље. На четвртој узастопној утакмици у првој постави своје екипе, против лучанске Младости, Јованчић је постигао свој једини погодак за Борац. Сусрет је окончан резултатом 5:1, док је Јованчић био стрелац у 62. минуту игре. У ротацији са осталим играчима средине терена, Јованчић је сезону завршио са 21 лигашком и три куп утакмице.

## Статистика

#### Клупска
| Клуб             | Сезона               | Лига                | Лига    | Лига   | Национални куп | Национални куп | Европа  | Европа | Остало  | Остало | Укупно  | Укупно |
| Клуб             | Сезона               | Дивизија            | Наступа | Голова | Наступа        | Голова         | Наступа | Голова | Наступа | Голова | Наступа | Голова |
| ---------------- | -------------------- | ------------------- | ------- | ------ | -------------- | -------------- | ------- | ------ | ------- | ------ | ------- | ------ |
|                  |                      |                     |         |        |                |                |         |        |         |        |         |        |
| Шумадија Јагњило | 2009/10. (позајмица) | Српска лига Београд | 5       | 0      | —              | —              | —       | —      | —       | —      | 5       | 0      |
| Шумадија Јагњило | 2010/11.             | Српска лига Београд | 22      | 1      | —              | —              | —       | —      | —       | —      | 22      | 1      |
| Шумадија Јагњило | Укупно               | Укупно              | 27      | 1      | —              | —              | —       | —      | —       | —      | 27      | 1      |
|                  |                      |                     |         |        |                |                |         |        |         |        |         |        |
| Земун            | 2011/12.             | Српска лига Београд | 23      | 6      | —              | —              | —       | —      | —       | —      | 23      | 6      |
|                  |                      |                     |         |        |                |                |         |        |         |        |         |        |
| Борац Чачак      | 2012/13.             | Прва лига Србије    | 21      | 1      | 3              | 0              | —       | —      | —       | —      | 24      | 1      |
| Борац Чачак      | 2013/14.             | Прва лига Србије    | 19      | 0      | 2              | 0              | —       | —      | —       | —      | 21      | 0      |
| Борац Чачак      | 2014/15.             | Суперлига Србије    | 27      | 0      | 0              | 0              | —       | —      | —       | —      | 27      | 0      |
| Борац Чачак      | 2015/16.             | Суперлига Србије    | 21      | 0      | 1              | 0              | —       | —      | —       | —      | 22      | 0      |
| Борац Чачак      | Укупно               | Укупно              | 88      | 1      | 6              | 0              | —       | —      | —       | —      | 94      | 1      |
|                  |                      |                     |         |        |                |                |         |        |         |        |         |        |
| Војводина        | 2015/16.             | Суперлига Србије    | 9       | 0      | 1              | 0              | —       | —      | —       | —      | 10      | 0      |
| Војводина        | 2016/17.             | Суперлига Србије    | 25      | 2      | 4              | 1              | 6       | 0      | —       | —      | 35      | 3      |
| Војводина        | 2017/18.             | Суперлига Србије    | 33      | 3      | 3              | 0              | 2       | 0      | —       | —      | 38      | 3      |
| Војводина        | Укупно               | Укупно              | 67      | 5      | 8              | 1              | 8       | 0      | —       | —      | 83      | 6      |
|                  |                      |                     |         |        |                |                |         |        |         |        |         |        |
| Црвена звезда    | 2018/19.             | Суперлига Србије    | 27      | 2      | 3              | 0              | 10      | 0      | —       | —      | 40      | 2      |
| Црвена звезда    | 2019/20.             | Суперлига Србије    | 3       | 0      | 0              | 0              | 8       | 1      | —       | —      | 11      | 1      |
| Црвена звезда    | Укупно               | Укупно              | 30      | 2      | 3              | 0              | 18      | 1      | —       | —      | 51      | 3      |
|                  |                      |                     |         |        |                |                |         |        |         |        |         |        |
| Каријера         | Каријера             | Каријера            | 235     | 15     | 17             | 1              | 26      | 1      | —       | —      | 278     | 17     |
|                  |                      |                     |         |        |                |                |         |        |         |        |         |        |

- Ажурирано 20. септембра 2019. године.

## Трофеји

### Црвена звезда
- Суперлига Србије (2) : 2018/19, 2019/20.

### Тобол
- Премијер лига Казахстана (1) : 2021.
- Суперкуп Казахстана (2) : 2021, 2022.